# Martin Pfosser
Martin Pfosser (1961) es un taxónomo y botánico austríaco, que desarrolla actividades académicas y científicas en el Museo de Alta Austria.

## Eponimia
- (Hyacinthaceae) Pfosseria Speta[1]